# Definició basada en models
La definició basada en models (MBD), de vegades anomenada definició de producte digital (DPD), és la pràctica d'utilitzar models 3D (com ara models sòlids, PMI 3D i metadades associades) dins del programari CAD 3D per definir (proporcionar especificacions per) components individuals i muntatges de productes. Els tipus d'informació que s'inclouen són dimensionament geomètric i tolerància (GD&T), materials a nivell de components, llistats de materials a nivell de muntatge, configuracions d'enginyeria, intenció de disseny, etc. Per contra, altres metodologies han requerit històricament l'ús acompanyant de dibuixos d'enginyeria 2D per proporcionar aquests detalls.

## Ús del conjunt de dades digitals 3D
Les aplicacions CAD 3D modernes permeten la inserció d'informació d'enginyeria com ara dimensions, GD&T, notes i altres detalls del producte dins del conjunt de dades digitals 3D per a components i conjunts. MBD utilitza aquestes capacitats per establir el conjunt de dades digitals 3D com a font d'aquestes especificacions i autoritat de disseny del producte. El conjunt de dades digitals en 3D pot contenir prou informació per fabricar i inspeccionar el producte sense necessitat de dibuixos d'enginyeria. Els dibuixos d'enginyeria tradicionalment contenen aquesta informació.
En molts casos, l'ús d'alguna informació del conjunt de dades digitals en 3D (per exemple, el model sòlid) permet la creació ràpida de prototips de producte mitjançant diversos processos, com ara la impressió 3D. És possible que un fabricant pugui alimentar dades digitals en 3D directament a dispositius de fabricació com ara màquines CNC per fabricar el producte final.

## Normalització
El 2003, ASME va publicar ASME Y14.41 Digital Product Definition Data Practices, que es va revisar el 2012 i de nou el 2019. L'estàndard preveu l'ús de molts aspectes MBD, com ara la visualització de GD&T i altres comportaments d'anotació dins de l'entorn de modelatge 3D. ISO 16792 estandarditza MBD dins dels estàndards ISO, compartint moltes similituds amb l'estàndard ASME. Altres estàndards, com ISO 1101 i AS9100 també fan ús de MBD.
El 2013, el Departament de Defensa dels Estats Units va publicar MIL-STD-31000 Revisió A per codificar l'ús de MBD com a requisit per als paquets de dades tècniques (TDP).